# Punata (gemeente)
Punata is een gemeente (municipio) in de Boliviaanse provincie Punata in het departement Cochabamba. De gemeente telt naar schatting 32.121 inwoners (2018). De hoofdplaats is Punata.